# Rue Georges-Clemenceau (Nantes)
Pour les articles homonymes, voir Rue Georges-Clemenceau.
La rue Georges-Clemenceau est une rue de Nantes, en France.

## Situation et accès
Située de le quartier Malakoff - Saint-Donatien, la rue est en ligne droite, elle suit un axe nord-est/sud-ouest, et ne présente pas de déclivité. Elle part de la rue Stanislas-Baudry, dans l'axe de l'entrée Est du jardin des plantes pour rejoindre la rue Henri-IV et la place de l'Oratoire (le long du cours Saint-Pierre). Elle croise la rue Élie-Delaunay et la cour Jules-Dupré. La voie est bitumée, ouverte à la circulation automobile.

## Origine du nom
Elle honore Georges Clemenceau, homme d'État qui fut à la tête du gouvernement durant la Première Guerre mondiale

## Historique
La rue a d'abord été marquée par la présence de religieux. L'établissement des Ursulines a contribué à l'appellation « rue des Ursules », puis elle devient « rue du Séminaire ». On lui donne ensuite le nom de « rue Pigalle ». Vers 1788, elle prend brièvement le nom de « rue de l’Aubépin ». L'ouverture du lycée public, longtemps seul ce type dans la ville, la fait devenir « rue du Lycée », « rue du Collège royal », puis, à nouveau, « rue du Lycée ». Après la Première Guerre mondiale, il est décidé d'attribuer au lycée le nom « lycée Georges-Clemenceau » celui-ci étant un ancien élève de l'établissement. Une décision du conseil des Ministres ayant ajourné les hommages publics rendus à des personnalités vivantes, il faut attendre le 25 novembre 1929, lendemain de la mort du « Tigre », pour que la rue prenne officiellement le nom de « rue Georges-Clemenceau ».
Les ursulines qui s'installèrent à Nantes en 1627 après en avoir obtenu l'autorisation un an auparavant bâtirent leur couvent, à partir de 1629, dans les tenues dites « de la Malvoisine », « de la Colletrie » et « de Bellevue », situées à l'emplacement de l'actuel lycée Georges-Clemenceau.
Un séminaire est construit en 1642 à l'ouest du couvent et est reconstruit en 1699. Le couvent et le séminaire était alors séparés par ruelle étroite et sinueuse, la rue Saint-François dont la partie sud existe toujours.
En 1805, lors de la création du lycée par la réunion des deux établissements, ceux-ci furent réunis par trois petits ponts de bois surplombant la rue Saint-François, qui sont demeurés durant presque un siècle le seul moyen de communication entre les deux bâtiments.

## Bâtiments remarquables et lieux de mémoire
Le plan des hôtels particuliers jumeaux, l'hôtel de la Pilorgerie et l'hôtel Cazenove de Pradines (nos 15 et 17 de la rue), construits entre 1770 et 1780 (ou après 1778), est original par rapport aux autres demeures du même genre dans le Nantes de cette époque. Il semble qu'il n'existe dans la ville qu'un seul autre bâtiment du XVIIIe siècle respectant ce type d'ordonnancement, où une porte s'ouvre sur une cour formée de trois ailes d'un même édifice (il s'agit de l'hôtel de Commequiers, au no 10 de la rue du Roi-Albert). L'hôtel de la Pilorgerie et l'hôtel Cazenove de Pradines sont inscrits au titre des monuments historiques depuis le 6 juin 1988 et le 24 octobre 1988,.
Au no 13 se trouve un autre bâtiment remarquable, l'hôtel de l'Aubépin, postérieur à 1778, et doté d'un fronton soutenu par deux pilastres et de balcons ouvragés. Une plaque rappelle que la bienheureuse Marie de la Passion de Chappotin y est née le 21 mai 1839.
Le lycée Georges-Clemenceau est construit entre 1866 et 1892 sur des plans des architectes Antoine Demoget et Léon Lenoir. La façade donnant sur la rue Georges-Clemenceau mesure 142 mètres, et exprime la sobriété et le rationalisme. Au-dessus du pavillon central se trouve un campanile, seul élément de « fantaisie ».
Le musée des beaux-arts de Nantes se trouve au numéro 10 de la rue. Il est bâti entre 1893 et 1900, sur des plans de l'architecte Clément-Marie Josso.

## Voies secondaires

### Rue Élie-Delaunay
Cette rue qui relie la rue Georges-Clemenceau à la rue Gambetta longe le musée d'Arts sur son côté est, et rend hommage au peintre nantais Jules-Élie Delaunay.

## Coordonnées de lieux mentionnés
1. ↑  Rue Élie-Delaunay : 47° 13′ 11″ N, 1° 32′ 49″ O.